# 日本国憲法第24条
日本国憲法 第24条（にほんこく（にっぽんこく）けんぽうだい24じょう）は、日本国憲法第3章にある条文で、「家庭生活における個人の尊厳」と「両性の本質的平等」について規定している。

## 条文
日本国憲法 - e-Gov法令検索

第二十四条
1. 婚姻は、両性の合意のみに基いて成立し、夫婦が同等の権利を有することを基本として、相互の協力により、維持されなければならない。
2. 配偶者の選択、財産権、相続、住居の選定、離婚並びに婚姻及び家族に関するその他の事項に関しては、法律は、個人の尊厳と両性の本質的平等に立脚して、制定されなければならない。

## 解説
旧来の家制度を否定し、家族関係形成の自由・男女平等の理念を家族モデルに取り入れることを目的としている（家長制モデルから平等主義モデルへ）。
本条文はワイマール憲法第119条を基にして、家族と婚姻双方を重視する規定であったが、GHQ内における修正により婚姻を強調する内容となったと言われている。
「婚姻は、両性の合意のみに基いて成立し、」と、婚姻における当事者の意向を過大に重視しているため、戦前からの家族制度を大きく否定するものとみなされてきたが、日本国憲法の制定過程を調べると、GHQが求めた合意は「親子間の合意」であり、既存の条件に合意条件を追加する要求だったこと、帝国憲法改正案を制定する過程で日本側が誤訳等により誤った編集をしていたことが判明している（後述）。
元の文面においては「婚姻は、両性の合意に基いてのみ成立し」（「憲法改正草案」 国立国会図書館）という合意が婚姻成立の必要条件であったところを、「帝国憲法改正案」（国立国会図書館）で「婚姻は、両性の合意のみに基いて成立し」と、他の条件を排除する合意が婚姻成立の十分条件であるかのごとくの編集が意図せず行われてしまったことが指摘されている。ただし、現行憲法英文では「based only on」なので、他の条件を排除していないようにも解釈できるという
。
なお、1962年7月30日の審議会においては、戸主や親権者の同意を要するという制限を排して両性の合意により婚姻を成立させようとする趣旨ではないとの説明がなされているという。
本条文の成立を受けて昭和22年（1947）に民法が改正され、従来の戸主を中心とした家族制度は解体され、新しい時代に即応した家族制度へと現実に即して規律された。
また、この時、婚姻は夫婦同氏制（夫婦同姓）の原則を維持しつつも、男女平等の理念に沿って、夫婦はその合意により、夫又は妻のいずれかの氏を称することができるとの改正がなされた。
夫婦同氏制（夫婦同姓）については、近年、夫婦別姓を求める立場から男女平等に反する等の意見が出されているが、最高裁判所は夫婦同氏制（夫婦同姓）は本条に違反するものではないとの見解を示している（後述）。
本条に関する議論の主たる争点は、本条における「家族」概念に何らかの実体を認めるかどうかである。本条における「家族」概念に何らかの実体を認める見解は、本条は、家族関係について、一定の「公序」を設定または強制しているものとする。一方、本条における「家族」に何らの実体も認めない見解は、本条は、家族は平等で自由な人的結合であるべきことを示すものであり、そうだとすると、他の憲法の条項（例えば、憲法13条の幸福追求権として保障された自己決定権など）からその内容は導出可能であるから、本条における「家族」概念に特別な意味はないとする（本条は、前述の目的達成のための過渡的規定と解されることになろうか）。前者の見解をとると、法律婚尊重の立場に結びつきやすく、後者の見解をとると、家族の多元化を支持する立場に結びつきやすいと思われる。
また、天皇ならびに男性皇族の結婚については、両性の合意だけでなく皇室会議での承認を経る必要があり、これが憲法の原則に反することが指摘されているが、男系皇統を維持するため「ここに何等か特別なる規定が生じ来ることをも是認しておるもの」と金森徳次郎国務大臣は答えている。また皇室典範制定にかかわった内閣法制局の井手成三は、皇室会議などで認められない結婚をどうしてもしたいのであれば、先に皇籍離脱して一般国民になってから結婚するという方法をあげている。この際の皇籍離脱の方法には、自主的な離脱と、勅諭（追放）の二つがあるという。

## 沿革

### 制定の経緯
GHQ民政局でGHQ草案の人権班の班長として「国民の権利義務」の章を担当したのは民政局政党課長だったピーター・ルースト（P.K.ロウスト）であった  。彼はその妻、ジーン・マリーから「女性の権利」条項を加えることを提案されて、両者の協力により「女性の権利」条項は作成されたという。このピーター・ルーストとジーン・マリーの作成した女性の権利を代筆したのがベアテ・シロタだとも言われる
。
現在、本条文の原案となるGHQ草案23条を起草したのはGHQ民政局の調査専門官であり当時22歳の女性であったベアテ・シロタ・ゴードンだと言われている。
彼女は「家族」の重視と家族における日本の女性の権利の向上と夫婦の同等の権利のために本条案を制定したことを証言している。
当初の該当条文であるベアテ・シロタ草案の18条項はワイマール憲法119条を書き写したものが含まれることが指摘されている。
また、ベアテ・シロタ憲法草案には、妊婦や幼児を持つ母親に対する国の保護、婚外子に対する法的差別の禁止と婚外子の権利の保障、長男の権利の廃止、児童の医療の無償化などの多様な規定が含まれていたが、GHQ民政局の運営委員会で削除され、総論部分だけがGHQ草案第23条として成立するに至った。
憲法改正草案は1946年6月20日に衆議院に提出され、審議されたが、左右両派から「家族保護条項」の追加提案があった。採決の結果、賛成多数であったものの３分の２には届かず否決されている。
この条文を受けて昭和22年に民法の改正が行われ、戸主の制度は廃止され、戸主を中心とした家族制度（家父長制）はこの時に廃止された。家族は親族共同生活の現実に即して新たに規律され直されることとなった。
夫婦、家族関係においても新憲法の男女平等の理念に沿って夫婦同氏制は維持しつつも、「夫婦の合意により夫または妻の氏を称することができる」との条文が民法750条として規定された。
当初の政府案では「夫婦ハ共ニ夫ノ姓ヲ称ス」という案であったものをＧＨＱ司令部からの示唆により「夫の氏ということが、両性の平等に反するじゃないかということで、結局『夫又は妻』になった」（我妻編 1956:131)という経緯により現在の民法750条が成立したという。
一方、戦後しばらくにおいてもお互いの姓が異なる内縁、事実婚の夫婦は多くみられ、保守政党の自由党が事実婚主義による民法改正案を出したり、同じく自由党婦人部が「あるがままの男女平等」を求める事実婚主義を提唱していたが、新憲法24条に基づく1947年の改正民法である戦後新民法による「家族の民主化」「婚姻の近代化」を進めるリベラル、革新勢力により夫婦、家族の事実婚主義は前近代的とされて排斥されていったという経緯がある。

### ヴァイマル憲法の規定
日本国憲法第24条では婚姻について「両性の合意」や「夫婦」という文言がある。日本国憲法自体が、男女平等の概念を含むなど、草案が書かれた戦後直後時点に存在した憲法では最も民主的な内容であり、制定後に世界の自由民主主義諸国に強い影響を与えたドイツ国のヴァイマル憲法（1919年8月14日公布・施行）を参考にされているが、特に日本国憲法24条は同憲法の第119条が参考にされている。ヴァイマル憲法第2章「共同生活」「第119 条〔婚姻・家族・母性の保護〕において、①婚姻は、家庭生活及び民族の維持・増殖の基礎として、憲法の特別の保護を受ける。婚姻は、両性の同権を基礎とする。②家族の清潔を保持し、これを健全にし、これを社会的に助成することは、国及び市町村の任務である。子どもの多い家庭は、それにふさわしい扶助を請求する権利を有する。③母性は、国の保護と配慮とを求める権利を有する。第120条〔子どもの教育〕子を肉体的、精神的及び社会的に有能な者になるように教育することは、両親の最高の義務であり、かつ自然の権利であって、この権利・義務の実行については、国家共同社会がこれを監督する。」と規定されている。
ワイマール憲法119条の内容は以下の通りとも言われる。

Marriage, as the basis of family and ob the preservation and growth of the nation, is under the special protection. It shall rest upon the epuality of rights of both sexes.

「婚姻は、家庭、国の維持・成長の基礎である。それ故、婚姻は憲法の特別の保護を受ける。両性の平等を基本とする」

### 旧憲法・公的草案との比較

#### 大日本帝国憲法
なし
(参考)
旧民法第750条
1. 家族カ婚姻又ハ養子縁組ヲ為スニハ戸主ノ同意ヲ得ルコトヲ要ス
2. 家族カ前項ノ規定ニ違反シテ婚姻又ハ養子縁組ヲ為シタルトキハ戸主ハ其婚姻又ハ養子縁組ノ日ヨリ一年内ニ離籍ヲ為シ又ハ復籍ヲ拒ムコトヲ得
3. (略)

旧民法第772条
1. 子カ婚姻ヲ為スニハ其家ニ在ル父母ノ同意ヲ得ルコトヲ要ス但男カ満三十年女カ満二十五年ニ達シタル後ハ此限ニ在ラス
2. 父母ノ一方カ知レサルトキ、死亡シタルトキ、家ヲ去リタルトキ又ハ其意思ヲ表示スルコト能ハサルトキハ他ノ一方ノ同意ノミヲ以テ足ル
3. 父母共ニ知レサルトキ、死亡シタルトキ、家ヲ去リタルトキ又ハ其意思ヲ表示スルコト能ハサルトキハ未成年者ハ其後見人及ヒ親族会ノ同意ヲ得ルコトヲ要ス

旧民法第773条
継父母又ハ嫡母カ子ノ婚姻ニ同意セサルトキハ子ハ親族会ノ同意ヲ得テ婚姻ヲ為スコトヲ得
旧民法第783条
第七百七十二条ノ規定ニ違反シタル婚姻ハ同意ヲ為ス権利ヲ有セシ者ヨリ其取消ヲ裁判所ニ請求スルコトヲ得同意カ詐欺又ハ強迫ニ因リタルトキ亦同シ
旧民法第809条
満二十五年ニ達セサル者カ協議上ノ離婚ヲ為スニハ第七百七十二条及ヒ第七百七十三条ノ規定ニ依リ其婚姻ニ付キ同意ヲ為ス権利ヲ有スル者ノ同意ヲ得ルコトヲ要ス

#### ベアテ・シロタ草案 第18条項
18. The family is the basis of the human society and its traditions for good or evil permeate the nation.
Hence marriage and the family are protected by law, and it is hereby ordained that they shall rest upon the undisputed legaland social equality  of both sexes, upon mutual consent instead of parental coercion, and upon cooperation instead of male domination.
Laws conntrary to these principles shall be abolished, and replaced by others viewing choices of spouse, property rights, inheritance, choice of domicile, divorce and other matters pertaining and the family form the stadpoint of individual dignity and the esential of the sexes.

「家族は人類社会の基礎であり、その伝統は、善きにつけ悪しきにつけ国全体に浸透する。
それゆえ、結婚と家族は、法律によって守られる。そして、それらが疑いなく法律上、社会的に両性の平等に、親の強制ではなく、男性の支配でもない相互の合意に基づくべきことをここに定める。
これらの原則に反する法律は廃止され、それに代わって、配偶者の選択、財産権、相続、住居の選定、離婚並びに婚姻及び家族に関するその他の事項を、個人の尊厳と両性の本質的平等の見地に立って定める法律が制定されるべきである」

#### GHQ草案
「GHQ草案」、国立国会図書館「日本国憲法の誕生」。

##### 日本語
第二十三条家族ハ人類社会ノ基底ニシテ其ノ伝統ハ善カレ悪シカレ国民ニ滲透ス婚姻ハ男女両性ノ法律上及社会上ノ争フ可カラサル平等ノ上ニ存シ両親ノ強要ノ代リニ相互同意ノ上ニ基礎ツケラレ且男性支配ノ代リニ協力ニ依リ維持セラルヘシ此等ノ原則ニ反スル諸法律ハ廃止セラレ配偶ノ選択、財産権、相続、住所ノ選定、離婚並ニ婚姻及家族ニ関スル其ノ他ノ事項ヲ個人ノ威厳及両性ノ本質ニ立脚スル他ノ法律ヲ以テ之ニ代フヘシ

##### 英語
Article XXIII.The family is the basis of human society and its traditions for good or evil permeate the nation. Marriage shall rest upon the indisputable legal and social equality of both sexes, founded upon mutual consent instead of parental coercion, and maintained through cooperation instead of male domination. Laws contrary to these principles shall be abolished, and replaced by others viewing choice of spouse, property rights,inheritance, choice of domicile, divorce and other matters pertaining to marriage and the family from the standpoint of individual dignity and the essential equality of the sexes.

「Marriage shall rest upon the indisputable legal and social equality of both sexes, founded upon mutual consent instead of parental coercion, and maintained through cooperation instead of male domination.」の「shall」は三件全てにかかる助動詞で、複数条件を「and」で結んでいる。
よって該当文の要点は
- 婚姻は 当事者の男女間で平等であるべし。
- 当事者の各人とその両親の間での相互同意を基礎（出発点）として作るべし。
- 当事者の協力で維持すべし。

であり、「相互同意の上に基礎つけられて作るべし」は複数条件の中の一つである。平等と相互同意は婚姻が成立するための条件、協力維持は成立後の条件であった。当時の日本社会では本人の同意のないままに親同士だけで結婚を決める慣習があったために、起草者は婚姻の条件に「本人と両親の相互同意を出発点とすべし」との条件を加えたのが該当文の趣旨である。
以上のように合意の主体は本来、「本人とその両親」であった。また、「べし」は各文節に掛かるので、文意は「～に基づいて成立させるべきである」となるにも拘わらず、「～に基づいてのみ成立し」と断定文にしてしまった。

#### 日本国憲法「3月2日案」
「3月2日案」、国立国会図書館「日本国憲法の誕生」。

第三十七条　
婚姻ハ男女相互ノ合意ニ基キテノミ成立シ、且夫婦ガ同等ノ権利ヲ有スルコトヲ基本トシ相互ノ協力ニ依リ維持セラルベキモノトス

#### 憲法改正草案要綱
「憲法改正草案要綱」、国立国会図書館「日本国憲法の誕生」。

第二十二
婚姻ハ両性双方ノ合意ニ基キテノミ成立シ且夫婦ガ同等ノ権利ヲ有スルコトヲ基本トシ相互ノ協力ニ依リ維持セラルベキコト
配偶ノ選択、財産権、相続、住所ノ選定、離婚並ニ婚姻及家族ニ関スル其ノ他ノ事項ニ関シ個人ノ権威及両性ノ本質的平等ニ立脚スル法律ヲ制定スベキコト

#### 憲法改正草案
「憲法改正草案」、国立国会図書館「日本国憲法の誕生」。

第二十二条
婚姻は、両性の合意に基いてのみ成立し、夫婦が同等の権利を有することを基本として、相互の協力により、維持されなければならない。
配偶者の選択、財産権、相続、住居の選定、離婚並びに婚姻及び家族に関するその他の事項に関しては、法律は、個人の権威と両性の本質的平等に立脚して、制定されなければならない。

#### 帝国憲法改正案
「帝国憲法改正案」、国立国会図書館「日本国憲法の誕生」。

第二十二条
婚姻は、両性の合意のみに基いて成立し、夫婦が同等の権利を有することを基本として、相互の協力により、維持されなければならない。
配偶者の選択、財産権、相続、住居の選定、離婚並びに婚姻及び家族に関するその他の事項に関しては、法律は、個人の権威と両性の本質的平等に立脚して、制定されなければならない。

憲法改正草案で「婚姻は、両性の合意に基いてのみ成立し」（合意が婚姻成立の必要条件）であったところを、帝国憲法改正案で「婚姻は、両性の合意のみに基いて成立し」と、他の条件を排除する（合意が婚姻成立の十分条件）かのごとく編集をしてしまった。そして国会審議でも気づかれずに通過し、現行憲法に反映してしまった。ただし、現行憲法英文では「based only on」なので、他の条件を排除していないように解釈できる
。
なお、1962年7月30日の審議会においては、戸主や親権者の同意を要するという制限を排して両性の合意により婚姻を成立させようとする趣旨ではないとの説明がなされているという。

## 問題点

### 夫婦同氏制
民法750条は「夫婦同氏制」（夫婦同氏制）を定めているが、同規定が憲法24条を含む憲法の規定に反しないか否かが問題とされている。

#### 第24条に対する最高裁の合憲判決
裁判所の見解においては、民法750条は憲法24条に違反しないとされる。
過去には、2011年（平成23年）2月14日に、この規定は憲法や女性差別撤廃条約に違反するとして国家賠償訴訟が提起され、民法の夫婦同姓規定は日本国憲法第24条に違反するとの主張がなされた。ただ、この訴訟の上告審において、2015年（平成27年）12月16日の最高裁判所大法廷（裁判長：寺田逸郎）は、民法750条の規定（夫婦同氏規定）は、「その文言上性別に基づく法的な差別的取扱いを定めているわけではなく、夫婦同氏制それ自体に男女間の形式的な不平等が存在するわけではない」として、日本国憲法第24条のみならず、憲法13条や憲法14条の1項にも違反しないとし、原告の請求を棄却した。なお、この判決の法廷意見では、夫婦同氏制や選択的夫婦別氏制について、「この種の制度の在り方は，国会で論ぜられ，判断されるべき事柄にほかならないというべきである」という見解も述べられている。
また、2021年（令和3年）6月23日の最高裁判決においても、民法750条及び戸籍法74条1号は、憲法24条に違反しないことが確認されている。

### 同性結婚との関係
日本の民法は同性結婚（同性婚）を認めていないが、憲法24条が「両性の合意」や「夫婦」といった、異性婚を前提とした文言を含んでいることも絡んで、問題とされている。

#### 訴訟
2019年2月14日、日本で初めて、同性婚を求める13組の同性カップルが国を相手取り一斉に提訴した。
この訴訟は、2021年3月現在も係争中であるが、他の地域に先駆けて2021年3月17日に札幌地方裁判所で判決が言い渡された。この判決では、「憲法24条1項は異性婚について定めたものである」とした。また、同条2項は具体的な制度構築を立法府の裁量に委ねたとする。このことから、婚姻に関する民法、戸籍法の規定が同性婚を想定していないことが直接的に憲法24条に違反するものではないとの判断を下し、同性結婚を求める原告の主張を全面的に棄却した。その一方で、この判決では「婚姻によって生じる法的効果の一部ですらもこれを享受する法的手段を提供しないとしていることは，立法府の裁量権の範囲を超えたものであって，その限度で憲法14条1項に違反する」とした。憲法学者の木村草太は、憲法24条1項は「異性婚が両性の合意のみに基づいて成立することを示しているにすぎず、同性婚を禁止した条文ではない」と主張している。一方で、憲法24条1項に「両性の合意」「夫婦」という文言があることから、憲法学者の君塚正臣は、同性結婚は憲法の想定されたものではなく憲法問題と認められずに棄却されると推測している。
自身が同性愛者であることを公表している市民活動家の明智カイトは、司法関係者の間に「憲法を改正しなければ、同性婚は法的に成立しない」という意見や指摘があると述べている。
過去には青森県で憲法24条の規定を理由に同性婚の届出が却下されたこともあった。法学者の植野妙実子は憲法24条を根拠に同性婚違憲論を唱え、憲法学者の八木秀次も憲法の規定は「同性婚を排除している」と主張し、弁護士の藤本尚道も「明確に『両性の合意のみ』と規定されていますから、『同性婚』は想定されていないというのが素直な憲法解釈でしょう」と述べている。法学者の辻村みよ子は憲法24条の規定が「『超現代家族』への展開にブレーキをかけうる」として同性婚合法化の障壁になっているとの見解を示している。
弁護士の濵門俊也は、憲法24条で規定されている「婚姻」には同性婚が含まれず、憲法は同性婚について何も言及していないため、同性婚の法制化は憲法上禁じられていないと考察している。また、憲法第14条を根拠に同性婚を認めるべきだという見解も存在する。セクシュアル・マイノリティの問題に取り組む弁護士・行政書士・司法書士・税理士・社会保険労務士などで構成するLGBT支援法律家ネットワークは、2015年12月、「『憲法24条1項は同性婚を否定していない』というのが憲法の趣旨や制定過程を踏まえた正しい解釈です。したがって、日本で同性婚制度をもうけたとしても、憲法24条1項に違反することにはなりません。日本国憲法が同性婚制度を禁止するものではないということは、憲法学者、民法学者からも有力に唱えられているところです」とする意見書を公表した。
2024年3月14日に、札幌高等裁判所（斎藤清文裁判長）は、憲法24条1項において保証されている婚姻の自由には「人と人との間の自由な結びつきとしての婚姻をも定める趣旨を含み、両性つまり異性間の婚姻のみならず、同性間の婚姻についても、異性間の場合と同じ程度に保障している」と解釈し、同性婚を禁止する民法及び戸籍法の規定は憲法に違反すると判断した。
山口真由は近年の我が国における同性婚容認の判決にはアメリカ連邦最高裁による「オバーゲフェル判決」の影響があると指摘する。そして、同姓カップルだけを結婚制度に取り込み優遇することは結婚を選択しない人たちやシングルで子育てをしている人、両親の代わりに子供を育てている祖父母らを逆にマイノリティ化してしまうと問題を指摘する。
柳原良江は同性婚が認められることで同性カップルによる代理出産が合法化され、女性の資源化や女性の搾取が進められることの危惧を指摘する。
高池勝彦は近年の裁判官主導による社会変革を為すかのような判決は司法権の逸脱であるとの指摘をしている。八木秀次も「第二十四条は婚姻を「両性」の合意によるものとしており、同性婚を排除している」と述べている。

#### 政府見解
同性婚と憲法24条の関係に対する政府見解としては、平成二十七年（2015）二月十八日に参議院本会議において、安倍晋三内閣総理大臣が
「憲法二十四条は、婚姻は、両性の合意のみに基づいて成立すると定めており、現行憲法の下では、同性カップルに婚姻の成立を認めることは想定されておりません。同性婚を認めるために憲法改正を検討すべきか否かは、我が国の家族の在り方の根幹に関わる問題であり、極めて慎重な検討を要するものと考えております。」との政府見解を国会の場において示している。

## 関連条文
- 日本国憲法第13条（個人の尊重）
- 日本国憲法第14条第1項（法の下の平等）
- 民法第2条（民法の解釈の基準）
- 民法第742条・同第747条（両性の合意）
- 民法第752条（夫婦の同居と協力）
- 皇室典範第10条（天皇・皇族男子の婚姻）

## 夫婦に関する判例
- 所得税審査決定取消事件（最高裁判例 昭和36年9月6日）民法762条1項-所得税法が夫婦の所得を合算切半で算出することは、憲法第二四条に違反しない。